# یواس‌اس ناتیلوس (اس‌اس-۱۶۸)
یواس‌اس ناتیلوس (اس‌اس-۱۶۸) (به انگلیسی: USS Nautilus (SS-168)) یک زیردریایی بود. این زیردریایی در سال ۱۹۳۰ ساخته شد.